# Huamboy
Huamboy (posiblemente de quechua Wamp'uy "para navegar, navegar, viajar en barco") es un sitio arqueológico con cementerios y una aldea en una colina del mismo nombre en el Perú. Se encuentra en el distrito de Nicolás de Piérola, provincia de Camaná, en el departamento de Arequipa. El complejo fue declarado Patrimonio Cultural de la Nación por la Dirección de la Resolución Nacional Nacional 1106/Inc el 4 de agosto de 2009.